# Leandro Alem
Leandro Nicéforo Alem, argentinski odvetnik in politik, * 11. marec 1841, Buenos Aires, Argentina, † 1. julij 1896, Buenos Aires, Argentina.